# Tornei di tennis maschili nel 1907
Prima della nascita della cosiddetta "Era Open" del tennis, ossia l'apertura ai tennisti professionisti degli eventi più importanti, tutti i tornei erano riservati ad atleti dilettanti. Nel 1907 tutti i tornei erano amatoriali, tra questi c'erano i tornei del Grande Slam:gli Australian Championships, il Campionato francese di tennis, il Torneo di Wimbledon, e gli U.S. National Championships.

## Calendario

### Gennaio
Nessun evento

### Febbraio
| Settimana   | Torneo                                                                     | Vincitore                                   | Finalista      | Semifinalisti | Eliminati ai quarti |
| ----------- | -------------------------------------------------------------------------- | ------------------------------------------- | -------------- | ------------- | ------------------- |
| 24 febbraio | US Indoors 1907 New York, USA Singolare - Doppio                           | Theodore Roosevelt Pell 3-6 6-3 6-2 1-6 6-0 | Wylie Grant    |               |                     |
| 24 febbraio | US Indoors 1907 New York, USA Singolare - Doppio                           | Fred Alexander Harold Hackett 7-5 6-1 6-0   | Grant Westfall |               |                     |
| 28 febbraio | South Australian Championships 1907 Adelaide, Australia Singolare - Doppio | Harry Alabaster Parker 6-3 2-6 6-1 6-4      | Roy Taylor     |               |                     |
| 28 febbraio | South Australian Championships 1907 Adelaide, Australia Singolare - Doppio |                                             |                |               |                     |

### Marzo
| Settimana | Torneo                                                                           | Vincitore                           | Finalista                 | Semifinalisti | Eliminati ai quarti |
| --------- | -------------------------------------------------------------------------------- | ----------------------------------- | ------------------------- | ------------- | ------------------- |
| marzo     | Riviera Championships 1907 Mentone, Francia Terra rossa Singolare - Doppio       | Josiah Ritchie                      | non conosciuta (bandiera) |               |                     |
| marzo     | Riviera Championships 1907 Mentone, Francia Terra rossa Singolare - Doppio       |                                     |                           |               |                     |
| marzo     | Metropole Club Championships 1907 Cannes, Francia Terra rossa Singolare - Doppio | Josiah Ritchie                      | non conosciuta (bandiera) |               |                     |
| marzo     | Metropole Club Championships 1907 Cannes, Francia Terra rossa Singolare - Doppio |                                     |                           |               |                     |
| 9 marzo   | Monte Carlo Cup 1907 Monte Carlo, Monte Carlo Singolare - Doppio                 | Josiah Ritchie 8-6 7-5 8-6          | Laurence Doherty          |               |                     |
| 9 marzo   | Monte Carlo Cup 1907 Monte Carlo, Monte Carlo Singolare - Doppio                 |                                     |                           |               |                     |
| 24 marzo  | New South Wales Championships 1907 Sydney, Australia Singolare - Doppio          | Horace Rice 6-4, 6-3, 3-6, 5-7, 6-1 | Harry Alabaster Parker    |               |                     |
| 24 marzo  | New South Wales Championships 1907 Sydney, Australia Singolare - Doppio          |                                     |                           |               |                     |
| 26 marzo  | Cannes Championships 1907 Cannes, Francia Singolare - Doppio                     | Josiah Ritchie 6-4 6-2 ritiro       | Dunstan P. Rhodes         |               |                     |
| 26 marzo  | Cannes Championships 1907 Cannes, Francia Singolare - Doppio                     |                                     |                           |               |                     |
| 26 marzo  | South of France Championships 1907 Nizza, Francia Singolare - Doppio             | Anthony Wilding 6-0 6-0 6-3         | Josiah Ritchie            |               |                     |
| 26 marzo  | South of France Championships 1907 Nizza, Francia Singolare - Doppio             | Laurence Doherty Josiah Ritchie     |                           |               |                     |

### Aprile
| Settimana | Torneo                                                                            | Vincitore                              | Finalista                 | Semifinalisti                                             | Eliminati ai quarti                                       |
| --------- | --------------------------------------------------------------------------------- | -------------------------------------- | ------------------------- | --------------------------------------------------------- | --------------------------------------------------------- |
| 1º aprile | Geelong Easter Tournanment 1907 Geelong, Australia Singolare - Doppio             | Alfred Dunlop                          | non conosciuta (bandiera) |                                                           |                                                           |
| 1º aprile | Geelong Easter Tournanment 1907 Geelong, Australia Singolare - Doppio             |                                        |                           |                                                           |                                                           |
| 2 aprile  | French Covered Court Championships 1907 Parigi, Francia Singolare - Doppio        | Anthony Wilding 4–6 6–1 1–6 4–1 ritiro | Max Décugis               |                                                           |                                                           |
| 2 aprile  | French Covered Court Championships 1907 Parigi, Francia Singolare - Doppio        |                                        |                           |                                                           |                                                           |
| 9 aprile  | Lyon Covered Court Championships 1907 Lione, Francia Singolare - Doppio           | Anthony Wilding 6-1 6-1 6-4            | Maurice Germot            |                                                           |                                                           |
| 9 aprile  | Lyon Covered Court Championships 1907 Lione, Francia Singolare - Doppio           |                                        |                           |                                                           |                                                           |
| 20 aprile | Spanish International Championships 1907 Barcellona, Spagna Singolare - Doppio    | Ernest F.C. Witty 8-6 2-6 3-6 6-4 7-5  | Jose Cruz Lapazaran       | E. Bartroli Marcelino Azlor de Aragon Hurtado de Zaldivar | Javier Soler Alfredo Faulconbridge Arturo Leask John Wihl |
| 20 aprile | Spanish International Championships 1907 Barcellona, Spagna Singolare - Doppio    |                                        |                           |                                                           |                                                           |
| 20 aprile | British Covered Court Championships 1907 Londra, Gran Bretagna Singolare - Doppio | Anthony Wilding walkover               | Laurence Doherty          |                                                           |                                                           |
| 20 aprile | British Covered Court Championships 1907 Londra, Gran Bretagna Singolare - Doppio |                                        |                           |                                                           |                                                           |

### Maggio
| Settimana | Torneo                                                                                  | Vincitore                                  | Finalista                 | Semifinalisti | Eliminati ai quarti |
| --------- | --------------------------------------------------------------------------------------- | ------------------------------------------ | ------------------------- | ------------- | ------------------- |
| 12 maggio | Wiesbaden Cup 1907 Wiesbaden, Germania Terra rossa Singolare - Doppio                   | Anthony Wilding walkover                   | Adolf Hammacher           |               |                     |
| 12 maggio | Wiesbaden Cup 1907 Wiesbaden, Germania Terra rossa Singolare - Doppio                   |                                            |                           |               |                     |
| 12 maggio | Wiesbaden Championships 1907 Wiesbaden, Germania Terra rossa Singolare - Doppio         | Anthony Wilding walkover                   | George Simond             |               |                     |
| 12 maggio | Wiesbaden Championships 1907 Wiesbaden, Germania Terra rossa Singolare - Doppio         |                                            |                           |               |                     |
| 19 maggio | Swedish Covered Court Championships 1907 Stoccolma, Svezia Singolare - Doppio           | Carl Gunnar Emanuel Setterwall 6-2 6-3 6-1 | H. Carling                |               |                     |
| 19 maggio | Swedish Covered Court Championships 1907 Stoccolma, Svezia Singolare - Doppio           |                                            |                           |               |                     |
| 22 maggio | Austrian International Championships 1907 Praga, Austria Terra rossa Singolare - Doppio | Anthony Wilding 6-1 6-1 6-1                | Oscar Kreuzer             |               |                     |
| 22 maggio | Austrian International Championships 1907 Praga, Austria Terra rossa Singolare - Doppio |                                            |                           |               |                     |
| 25 maggio | Surrey Championships 1907 Surbiton, Gran Bretagna Singolare - Doppio                    | Arthur Gore 6-3 6-2 6-3                    | Josiah Ritchie            |               |                     |
| 25 maggio | Surrey Championships 1907 Surbiton, Gran Bretagna Singolare - Doppio                    |                                            |                           |               |                     |
| 25 maggio | Transvaal Championships 1907 Johannesburg, Sudafrica Singolare - Doppio                 | C.E. Howard Tripp 8-6 8-6 4-6 6-4          | Charles Lyndhurst Winslow |               |                     |
| 25 maggio | Transvaal Championships 1907 Johannesburg, Sudafrica Singolare - Doppio                 |                                            |                           |               |                     |
| 30 maggio | Torneo di Vienna 1907 Vienna, Austria Singolare - Doppio                                | Anthony Wilding 6-3 8-6                    | Curt von Wessely          |               |                     |
| 30 maggio | Torneo di Vienna 1907 Vienna, Austria Singolare - Doppio                                |                                            |                           |               |                     |

### Giugno
| Settimana | Torneo                                                                                  | Vincitore                                            | Finalista                  | Semifinalisti | Eliminati ai quarti |
| --------- | --------------------------------------------------------------------------------------- | ---------------------------------------------------- | -------------------------- | ------------- | ------------------- |
| giugno    | Durham Championships 1907 Sunderland, Gran Bretagna Singolare - Doppio                  | Edward Roy Allen                                     | non conosciuta (bandiera)  |               |                     |
| giugno    | Durham Championships 1907 Sunderland, Gran Bretagna Singolare - Doppio                  |                                                      |                            |               |                     |
| giugno    | Torneo di Lowestoft 1907 Lowestoft, Gran Bretagna Singolare - Doppio                    | Edward Roy Allen 6-2 6-0                             | Ernest Durrant Robinson    |               |                     |
| giugno    | Torneo di Lowestoft 1907 Lowestoft, Gran Bretagna Singolare - Doppio                    |                                                      |                            |               |                     |
| giugno    | Campionato francese di tennis 1907 Parigi, Francia Singolare - Doppio                   | Max Décugis                                          | Robert Wallet              |               |                     |
| giugno    | Campionato francese di tennis 1907 Parigi, Francia Singolare - Doppio                   | Max Décugis Maurice Germot 6-4, 6-2, 6-1             | Siry Robert Wallet         |               |                     |
| 1º giugno | Middlesex Championships 1907 Chiswick Park, Gran Bretagna Singolare - Doppio            | Josiah Ritchie 6-3 4-6 6-0 6-1                       | Granville Gilbert Sharp    |               |                     |
| 1º giugno | Middlesex Championships 1907 Chiswick Park, Gran Bretagna Singolare - Doppio            |                                                      |                            |               |                     |
| 3 giugno  | Metropolitan Grass Court Championships 1907 New York, USA Singolare - Doppio            | Fred Alexander 6-4, 6-2 6-8 6-2                      | Raymond Little             |               |                     |
| 3 giugno  | Metropolitan Grass Court Championships 1907 New York, USA Singolare - Doppio            | Fred Alexander Harold Hackett 6-1 6-0 6-1            | H. L. Westfall Grant       |               |                     |
| 5 giugno  | Irish Championships 1907 Dublino, Irlanda Singolare - Doppio                            | Josiah Ritchie 0-6 6-3 6-4 7-5                       | Thomas Douglas Good        |               |                     |
| 5 giugno  | Irish Championships 1907 Dublino, Irlanda Singolare - Doppio                            |                                                      |                            |               |                     |
| 6 giugno  | Budapest International Championships 1907 Budapest, Ungheria Singolare - Doppio         | Anthony Wilding 6-4 6-3 6-4                          | Curt von Wessely           |               |                     |
| 6 giugno  | Budapest International Championships 1907 Budapest, Ungheria Singolare - Doppio         |                                                      |                            |               |                     |
| 8 giugno  | Northern Championships 1907 Manchester, Gran Bretagna Singolare - Doppio                | Norman Brookes 6-0 6-2                               | Xenophon Casdagli          |               |                     |
| 8 giugno  | Northern Championships 1907 Manchester, Gran Bretagna Singolare - Doppio                |                                                      |                            |               |                     |
| 8 giugno  | East Surrey Championships 1907 East Croydon, Gran Bretagna Singolare - Doppio           | Josiah Ritchie 0-6 2-6 6-2 6-3 6-3                   | Arthur Gore                |               |                     |
| 8 giugno  | East Surrey Championships 1907 East Croydon, Gran Bretagna Singolare - Doppio           |                                                      |                            |               |                     |
| 8 giugno  | Torneo di Sheffield & Hallamshire 1907 Sheffield, Gran Bretagna Erba Singolare - Doppio | Anthony Wilding 6-0 6-4 6-1                          | Reg. Webster               |               |                     |
| 8 giugno  | Torneo di Sheffield & Hallamshire 1907 Sheffield, Gran Bretagna Erba Singolare - Doppio |                                                      |                            |               |                     |
| 15 giugno | Europe Championships 1907 Dublino, Irlanda Singolare - Doppio                           | James Cecil Parke 6-1 6-2 6-2                        | Herbert Newcombe Craig     |               |                     |
| 15 giugno | Europe Championships 1907 Dublino, Irlanda Singolare - Doppio                           |                                                      |                            |               |                     |
| 15 giugno | New England Championships 1907 Hartford, USA Terra rossa Singolare - Doppio             | Theodore Roosevelt Pell 5-7 4-6 8-6 6-2 6-3          | H. L. Westfall             |               |                     |
| 15 giugno | New England Championships 1907 Hartford, USA Terra rossa Singolare - Doppio             | Theodore Roosevelt Pell Robert LeRoy 3-6 6-4 6-4 7-5 | Clarence Hobart R. H. Cole |               |                     |
| 15 giugno | Kent Championships 1907 Beckenham, Gran Bretagna Singolare - Doppio                     | Anthony Wilding 9-7 6-2 3-6 0-6 6-1                  | Arthur Gore                |               |                     |
| 15 giugno | Kent Championships 1907 Beckenham, Gran Bretagna Singolare - Doppio                     |                                                      |                            |               |                     |
| 22 giugno | Queen's Club Championships 1907 Londra, Gran Bretagna Singolare - Doppio                | Anthony Wilding 6-2 6-1 6-0                          | Josiah Ritchie             |               |                     |
| 22 giugno | Queen's Club Championships 1907 Londra, Gran Bretagna Singolare - Doppio                |                                                      |                            |               |                     |

### Luglio
| Settimana | Torneo                                                                            | Vincitore                                     | Finalista                         | Semifinalisti                | Eliminati ai quarti                              |
| --------- | --------------------------------------------------------------------------------- | --------------------------------------------- | --------------------------------- | ---------------------------- | ------------------------------------------------ |
| luglio    | North London Championships 1907 Londra, Gran Bretagna Singolare - Doppio          | Josiah Ritchie walkover                       | Herbert Roper-Barrett             |                              |                                                  |
| luglio    | North London Championships 1907 Londra, Gran Bretagna Singolare - Doppio          |                                               |                                   |                              |                                                  |
| luglio    | California State Championships 1907 San Francisco, USA Cemento Singolare - Doppio | Melville Hammond Long                         | non conosciuta (bandiera)         |                              |                                                  |
| luglio    | California State Championships 1907 San Francisco, USA Cemento Singolare - Doppio |                                               |                                   |                              |                                                  |
| luglio    | Mid-Kent Championships 1907 Maidstone, Gran Bretagna Erba Singolare - Doppio      | Alfred Beamish                                | non conosciuta (bandiera)         |                              |                                                  |
| luglio    | Mid-Kent Championships 1907 Maidstone, Gran Bretagna Erba Singolare - Doppio      |                                               |                                   |                              |                                                  |
| 1º luglio | Middle States Championships 1907 Orange, USA Erba Singolare - Doppio              | William Larned 6-3 6-4                        | Philip B. Hawk                    |                              |                                                  |
| 1º luglio | Middle States Championships 1907 Orange, USA Erba Singolare - Doppio              | Raymond Little Harold Hackett 6-2 5-7 6-1 6-3 | C.F. Watson Edgar Welch Leonard   |                              |                                                  |
| 4 luglio  | Torneo di Wimbledon 1907 Londra, Gran Bretagna Singolare - Doppio                 | Norman Brookes 6-4 6-2 6-2                    | Arthur Gore                       |                              |                                                  |
| 4 luglio  | Torneo di Wimbledon 1907 Londra, Gran Bretagna Singolare - Doppio                 | Norman Brookes Anthony Wilding 6-4, 6-4, 6-2  | Karl Behr Beals Wright            |                              |                                                  |
| 6 luglio  | Southern Championships 1907 Atlanta, USA Terra rossa Singolare - Doppio           | Nat Thornton 6-4 6-2 6-1                      | H. Bates                          |                              |                                                  |
| 6 luglio  | Southern Championships 1907 Atlanta, USA Terra rossa Singolare - Doppio           | Nat Thornton Louis J. Grant 6-3 6-3 7-5       | Charles Rodgers Cowan Rodgers     |                              |                                                  |
| 11 luglio | Torneo di Epsom 1907 Epsom, Gran Bretagna Singolare - Doppio                      | Charles Dixon 6-3 6-3                         | John Charles Shuttleworth Rendall |                              |                                                  |
| 11 luglio | Torneo di Epsom 1907 Epsom, Gran Bretagna Singolare - Doppio                      |                                               |                                   |                              |                                                  |
| 13 luglio | Torneo di Norwich 1907 Norwich, Gran Bretagna Singolare - Doppio                  | Edward Roy Allen 6-2 6-3 0-6 7-5              | Granville Gilbert Sharp           |                              |                                                  |
| 13 luglio | Torneo di Norwich 1907 Norwich, Gran Bretagna Singolare - Doppio                  |                                               |                                   |                              |                                                  |
| 13 luglio | Welsh Championships 1907 Newport, Gran Bretagna Singolare - Doppio                | John Mycroft Boucher 6-4 6-2 6-2              | Samuel Ernest Charlton            |                              |                                                  |
| 13 luglio | Welsh Championships 1907 Newport, Gran Bretagna Singolare - Doppio                |                                               |                                   |                              |                                                  |
| 17 luglio | Berkshire Championships 1907 Reading, Gran Bretagna Singolare - Doppio            | Roderick James McNair                         | John Charles Shuttleworth Rendall |                              |                                                  |
| 17 luglio | Berkshire Championships 1907 Reading, Gran Bretagna Singolare - Doppio            |                                               |                                   |                              |                                                  |
| 17 luglio | Shropshire Championships 1907 Shrewsbury, Gran Bretagna Erba Singolare - Doppio   | Edward Roy Allen 6-2 6-3 6-0                  | Ernest George Parton              |                              |                                                  |
| 17 luglio | Shropshire Championships 1907 Shrewsbury, Gran Bretagna Erba Singolare - Doppio   |                                               |                                   |                              |                                                  |
| 20 luglio | Torneo di Engelberg 1907 Engelberg, Svizzera Singolare - Doppio                   | José J. Capará 6-3 6-1                        | J. F. Maxwell                     | R. R. Glanville R. Glanville | F. Stein J. J. Knox J. F. Johnson A. P. O'Connor |
| 20 luglio | Torneo di Engelberg 1907 Engelberg, Svizzera Singolare - Doppio                   |                                               |                                   |                              |                                                  |
| 20 luglio | Nottinghamshire Championships 1907 Nottingham, Gran Bretagna Singolare - Doppio   | Charles Dixon 4-6 6-4 6-1 6-2                 | Edward Roy Allen                  |                              |                                                  |
| 20 luglio | Nottinghamshire Championships 1907 Nottingham, Gran Bretagna Singolare - Doppio   |                                               |                                   |                              |                                                  |
| 22 luglio | Warwickshire Championships 1907 Leamington, Gran Bretagna Singolare - Doppio      | John Mycroft Boucher 6-0 6-1 6-2              | A.L. Bentley                      |                              |                                                  |
| 22 luglio | Warwickshire Championships 1907 Leamington, Gran Bretagna Singolare - Doppio      |                                               |                                   |                              |                                                  |
| 27 luglio | Torneo di Redhill 1907 Redhill, Gran Bretagna Singolare - Doppio                  | Sydney H. Adams 6-3 6-2 6-3                   | George Alan Thomas                |                              |                                                  |
| 27 luglio | Torneo di Redhill 1907 Redhill, Gran Bretagna Singolare - Doppio                  |                                               |                                   |                              |                                                  |
| 27 luglio | Midland Counties Championships 1907 Edgbaston, Gran Bretagna Singolare - Doppio   | John Mycroft Boucher 6-2 8-10 6-3 9-7         | James Cecil Parke                 |                              |                                                  |
| 27 luglio | Midland Counties Championships 1907 Edgbaston, Gran Bretagna Singolare - Doppio   |                                               |                                   |                              |                                                  |

### Agosto
| Settimana | Torneo                                                                             | Vincitore                                            | Finalista                         | Semifinalisti           | Eliminati ai quarti                                  |
| --------- | ---------------------------------------------------------------------------------- | ---------------------------------------------------- | --------------------------------- | ----------------------- | ---------------------------------------------------- |
| Agosto    | West Sussex Championships 1907 Chichester, Gran Bretagna Singolare - Doppio        | Walter Cecil Crawley 6-4 7-5                         | Theodore Michel Mavrogordato      |                         |                                                      |
| Agosto    | West Sussex Championships 1907 Chichester, Gran Bretagna Singolare - Doppio        |                                                      |                                   |                         |                                                      |
| Agosto    | North of England Championships 1907 Scarborough, Gran Bretagna Singolare - Doppio  | Walter Cecil Crawley                                 | non conosciuta (bandiera)         |                         |                                                      |
| Agosto    | North of England Championships 1907 Scarborough, Gran Bretagna Singolare - Doppio  |                                                      |                                   |                         |                                                      |
| Agosto    | Lincolnshire Championships 1907 Spilsby, Gran Bretagna Erba Singolare - Doppio     | Charles Dixon                                        | non conosciuta (bandiera)         |                         |                                                      |
| Agosto    | Lincolnshire Championships 1907 Spilsby, Gran Bretagna Erba Singolare - Doppio     |                                                      |                                   |                         |                                                      |
| Agosto    | Engadine Championships 1907 Sankt Moritz, Svizzera Singolare - Doppio              | Archie C. Holland 6-3 8-6 3-6 7-5                    | B.N. Dell                         |                         |                                                      |
| Agosto    | Engadine Championships 1907 Sankt Moritz, Svizzera Singolare - Doppio              |                                                      |                                   |                         |                                                      |
| Agosto    | Marienbad Cup 1907 Marienbad, Germania Terra rossa Singolare - Doppio              | Anthony Wilding 4-6 10-8 2-6 7-5 10-8                | Curt von Wessely                  |                         |                                                      |
| Agosto    | Marienbad Cup 1907 Marienbad, Germania Terra rossa Singolare - Doppio              |                                                      |                                   |                         |                                                      |
| Agosto    | Marienbad Championships 1907 Marienbad, Austria Terra rossa Singolare - Doppio     | Anthony Wilding 6–0, 6–2                             | Kenneth Powell                    |                         |                                                      |
| Agosto    | Marienbad Championships 1907 Marienbad, Austria Terra rossa Singolare - Doppio     |                                                      |                                   |                         |                                                      |
| 2 agosto  | Torneo di Shanklin 1907 Shanklin, Gran Bretagna Singolare - Doppio                 | Arthur Gore 7-5 6-2 6-1                              | Charles Henry Ridding             |                         |                                                      |
| 2 agosto  | Torneo di Shanklin 1907 Shanklin, Gran Bretagna Singolare - Doppio                 |                                                      |                                   |                         |                                                      |
| 3 agosto  | Southern California Championships 1907 Ocean Park, USA Cemento Singolare - Doppio  | Melville Hammond Long 7-5 2-6 4-6 7-5 14-12          | Harold Braly                      |                         |                                                      |
| 3 agosto  | Southern California Championships 1907 Ocean Park, USA Cemento Singolare - Doppio  | Wayne Variel ?-? ?-? 8-6 6-0                         | Sinsabaugh Browne                 |                         |                                                      |
| 4 agosto  | Western Championships 1907 Lake Forest, USA Erba Singolare - Doppio                | Nat Emerson 6-4 2-6 6-1 6-3                          | Louis Harold Waidner              |                         |                                                      |
| 4 agosto  | Western Championships 1907 Lake Forest, USA Erba Singolare - Doppio                | Fred Alexander Harold Hackett 6-0 4-6 6-1 6-1        | John Crosby Neely Nat Emerson     |                         |                                                      |
| 5 agosto  | Northumberland Championships 1907 Newcastle, Gran Bretagna Singolare - Doppio      | Wilberforce Eaves 6-2 6-1 6-2                        | A.H. Green                        |                         |                                                      |
| 5 agosto  | Northumberland Championships 1907 Newcastle, Gran Bretagna Singolare - Doppio      |                                                      |                                   |                         |                                                      |
| 5 agosto  | Longwood Bowl 1907 Boston, USA Erba Singolare - Doppio                             | William Larned walkover                              | Clarence Hobart                   |                         |                                                      |
| 5 agosto  | Longwood Bowl 1907 Boston, USA Erba Singolare - Doppio                             | William Larned William Clothier 6-4 6-1 5-7 6-4      | Louis J. Grant H.L. Westfall      |                         |                                                      |
| 6 agosto  | Torneo di Ilkley 1907 Ilkley, Gran Bretagna Singolare - Doppio                     | Samuel Ernest Charlton 6-3 7-5                       | E. Watson                         |                         |                                                      |
| 6 agosto  | Torneo di Ilkley 1907 Ilkley, Gran Bretagna Singolare - Doppio                     |                                                      |                                   |                         |                                                      |
| 7 agosto  | Suffolk Championships 1907 Saxmundham, Gran Bretagna Singolare - Doppio            | Herbert Roper Barrett 6-4 6-2 6-2                    | Alfred Ernest Beamish             |                         |                                                      |
| 7 agosto  | Suffolk Championships 1907 Saxmundham, Gran Bretagna Singolare - Doppio            |                                                      |                                   |                         |                                                      |
| 7 agosto  | Torneo di Franzenbad 1907 Franzenbad, Austria Singolare - Doppio                   | Anthony Wilding 6-4 6-0 7-5                          | Curt von Wessely                  |                         |                                                      |
| 7 agosto  | Torneo di Franzenbad 1907 Franzenbad, Austria Singolare - Doppio                   |                                                      |                                   |                         |                                                      |
| 8 agosto  | Torneo tennistico di Carlsbad 1907 Carlsbad, Austria Singolare - Doppio            | Anthony Wilding 6-0 6-1 6-2                          | Oscar Kreuzer                     |                         |                                                      |
| 8 agosto  | Torneo tennistico di Carlsbad 1907 Carlsbad, Austria Singolare - Doppio            |                                                      |                                   |                         |                                                      |
| 10 agosto | Torneo di Lilla 1907 Lilla, Francia Singolare - Doppio                             | A. Georges Watson 6-1 6-4                            | Joseph Thellier de Poncheville    |                         |                                                      |
| 10 agosto | Torneo di Lilla 1907 Lilla, Francia Singolare - Doppio                             |                                                      |                                   |                         |                                                      |
| 10 agosto | Hampshire Championships 1907 Bournemouth, Gran Bretagna Singolare - Doppio         | Edward Roy Allen 6-0 6-1                             | John Charles Shuttleworth Rendall |                         |                                                      |
| 10 agosto | Hampshire Championships 1907 Bournemouth, Gran Bretagna Singolare - Doppio         |                                                      |                                   |                         |                                                      |
| 10 agosto | Scottish Championships 1907 Moffat, Gran Bretagna Singolare - Doppio               | Alexander Morrice MacKay 7-5 6-2 6-2                 | O. Lumsden                        |                         |                                                      |
| 10 agosto | Scottish Championships 1907 Moffat, Gran Bretagna Singolare - Doppio               |                                                      |                                   |                         |                                                      |
| 10 agosto | Torneo di Dieppe 1907 Dieppe, Francia Singolare - Doppio                           | Walter Cecil Crawley 6-2 3-6 6-1                     | Turketil George Pearson Greville  |                         |                                                      |
| 10 agosto | Torneo di Dieppe 1907 Dieppe, Francia Singolare - Doppio                           |                                                      |                                   |                         |                                                      |
| 10 agosto | Essex Championships 1907 Colchester, Gran Bretagna Singolare - Doppio              | C.E. Hunter 6-1 6-4 7-5                              | David Marc Andrew Graham Hawes    |                         |                                                      |
| 10 agosto | Essex Championships 1907 Colchester, Gran Bretagna Singolare - Doppio              |                                                      |                                   |                         |                                                      |
| 11 agosto | Northwestern Championships 1907 Lake Minnetoka, USA Erba Singolare - Doppio        | Louis Harold Waidner 1-6 6-8 2-6 6-3 6-4             | Nat Emerson                       |                         |                                                      |
| 11 agosto | Northwestern Championships 1907 Lake Minnetoka, USA Erba Singolare - Doppio        | Louis Harold Waidner Nat Emerson 13-11 2-6 6-4       | Burton Northrup                   |                         |                                                      |
| 12 agosto | Southampton Invitation 1907 Southampton, USA Erba Singolare - Doppio               | Beals Wright 4-6 6-2 6-2 6-4                         | Robert LeRoy                      |                         |                                                      |
| 12 agosto | Southampton Invitation 1907 Southampton, USA Erba Singolare - Doppio               | Frederick C. Colston Henry Torrance 5-7 6-2 10-8 6-1 | Wylie Grant H.L. Westfall         |                         |                                                      |
| 17 agosto | Derbyshire Championships 1907 Buxton, Gran Bretagna Erba Singolare - Doppio        | A.L. Bentley 3-6 6-2 6-4                             | Geoffrey Blenkinsop Youll         |                         |                                                      |
| 17 agosto | Derbyshire Championships 1907 Buxton, Gran Bretagna Erba Singolare - Doppio        |                                                      |                                   |                         |                                                      |
| 17 agosto | East of England Championships 1907 Felixstowe, Gran Bretagna Singolare - Doppio    | George Hillyard 6-2 6-2                              | Alfred Ernest Beamish             |                         |                                                      |
| 17 agosto | East of England Championships 1907 Felixstowe, Gran Bretagna Singolare - Doppio    |                                                      |                                   |                         |                                                      |
| 18 agosto | German Championships 1907 Amburgo, Germania Singolare - Doppio                     | Otto Froitzheim 7-5 6-3 6-4                          | Josiah Ritchie                    |                         |                                                      |
| 18 agosto | German Championships 1907 Amburgo, Germania Singolare - Doppio                     |                                                      |                                   |                         |                                                      |
| 18 agosto | Torneo di Ostenda 1907 Ostenda, Belgio Singolare - Doppio                          | Willie Lemaire de Warzeé 6-1 7-9 6-4 4-6 6-3         | A. Georges Watson                 |                         |                                                      |
| 18 agosto | Torneo di Ostenda 1907 Ostenda, Belgio Singolare - Doppio                          |                                                      |                                   |                         |                                                      |
| 18 agosto | Australasian Championships 1907 Brisbane, Australia Singolare - Doppio             | Horace Rice 6-3 6-4 6-4                              | Harry Alabaster Parker            | Bill Gregg Eric Pockley | Macauley Turner A. E. Turton V. Rudder Gordon Wright |
| 18 agosto | Australasian Championships 1907 Brisbane, Australia Singolare - Doppio             | Bill Gregg Harry Parker 6-2, 3-6, 6-2, 6-2           | Horace Rice George Wright         | Bill Gregg Eric Pockley | Macauley Turner A. E. Turton V. Rudder Gordon Wright |
| 20 agosto | Swiss International Championships 1907 Zurigo, Svizzera Singolare - Doppio         | Otto M. Widmann 3-6 6-1 6-3 4-6 7-5                  | E. Morris Hall                    |                         |                                                      |
| 20 agosto | Swiss International Championships 1907 Zurigo, Svizzera Singolare - Doppio         |                                                      |                                   |                         |                                                      |
| 24 agosto | Cinque Ports Championships 1907 Folkestone, Gran Bretagna Singolare - Doppio       | Charles Dixon 3-6 6-4 6-2 6-4                        | Alfred Ernest Beamish             |                         |                                                      |
| 24 agosto | Cinque Ports Championships 1907 Folkestone, Gran Bretagna Singolare - Doppio       |                                                      |                                   |                         |                                                      |
| 24 agosto | Isle of Wight Ventnor Championships 1907 Ventnor, Gran Bretagna Singolare - Doppio | George Alan Thomas 5-7 6-3 6-2                       | Charles Henry Ridding             |                         |                                                      |
| 24 agosto | Isle of Wight Ventnor Championships 1907 Ventnor, Gran Bretagna Singolare - Doppio |                                                      |                                   |                         |                                                      |
| 24 agosto | Intermountain Championships 1907 Salt Lake City, USA Singolare - Doppio            | Sam Neel                                             | O.J. Salisbury                    |                         |                                                      |
| 24 agosto | Intermountain Championships 1907 Salt Lake City, USA Singolare - Doppio            | Brown Badger 6-2 6-3 6-2                             | Roberts Mayers                    |                         |                                                      |
| 28 agosto | U.S. National Championships 1907 Newport, USA Singolare - Doppio                   | William Larned 6-2 6-2 6-4                           | Robert LeRoy                      |                         |                                                      |
| 28 agosto | U.S. National Championships 1907 Newport, USA Singolare - Doppio                   | Fred Alexander Harold Hackett 6-2 6-1 6-1            | Nat Thornton Bryan M. Grant       |                         |                                                      |
| 28 agosto | Homburg Cup 1907 Bad Homburg vor der Höhe, Germania Singolare - Doppio             | Otto Froitzheim 6-4 6-2 6-3                          | Anthony Wilding                   |                         |                                                      |
| 28 agosto | Homburg Cup 1907 Bad Homburg vor der Höhe, Germania Singolare - Doppio             |                                                      |                                   |                         |                                                      |
| 28 agosto | Canadian Championships 1907 Niagara-on-the-Lake, Canada Erba Singolare - Doppio    | James F. Foulkes 6-3, 6-8, 6-3, 6-4                  | Ralph Burns                       |                         |                                                      |
| 28 agosto | Canadian Championships 1907 Niagara-on-the-Lake, Canada Erba Singolare - Doppio    | Ralph Burns E.S. Glassco 7-5, 6-3, 6-3               | C. A. Campbell Charles R. Brown   |                         |                                                      |
| 31 agosto | Torneo di Carlisle 1907 Carlisle, Gran Bretagna Singolare - Doppio                 | Leslie Oswald Sheridan Poidevin 5-7 9-7 6-2 6-1      | Harold Issidro Tower Aitken       |                         |                                                      |
| 31 agosto | Torneo di Carlisle 1907 Carlisle, Gran Bretagna Singolare - Doppio                 |                                                      |                                   |                         |                                                      |

### Settembre
| Settimana    | Torneo                                                                                  | Vincitore                                         | Finalista                            | Semifinalisti                         | Eliminati ai quarti                                                        |
| ------------ | --------------------------------------------------------------------------------------- | ------------------------------------------------- | ------------------------------------ | ------------------------------------- | -------------------------------------------------------------------------- |
| settembre    | Torneo di Conishead Priory 1907 Conishead Priory, Gran Bretagna Erba Singolare - Doppio | E. Carey                                          | non conosciuta (bandiera)            |                                       |                                                                            |
| settembre    | Torneo di Conishead Priory 1907 Conishead Priory, Gran Bretagna Erba Singolare - Doppio |                                                   |                                      |                                       |                                                                            |
| 2 settembre  | Torneo di Boulogne 1907 Boulogne, Francia Singolare - Doppio                            | Frank M. Pearson walkover                         | Theodore Michel Mavrogordato         |                                       |                                                                            |
| 2 settembre  | Torneo di Boulogne 1907 Boulogne, Francia Singolare - Doppio                            |                                                   |                                      |                                       |                                                                            |
| 6 settembre  | Torneo di Les Avants 1907 Les Avants, Svizzera Singolare - Doppio                       | Kenneth Horton 6-2 6-1 6-2                        | José J. Capará                       | Richard Norris Williams D. H. Lindsay | J. G. Winch H. H. Green Leslie Oswald Sheridan Poidevin Thomas Henry Oyler |
| 6 settembre  | Torneo di Les Avants 1907 Les Avants, Svizzera Singolare - Doppio                       |                                                   |                                      |                                       |                                                                            |
| 7 settembre  | Torneo di Dinard 1907 Dinard, Francia Singolare - Doppio                                | Wilberforce Eaves 6-4 6-1 6-3                     | Robert Wallet                        |                                       |                                                                            |
| 7 settembre  | Torneo di Dinard 1907 Dinard, Francia Singolare - Doppio                                |                                                   |                                      |                                       |                                                                            |
| 7 settembre  | Torneo di Le Touquet 1907 Le Touquet, Francia Singolare - Doppio                        | Theodore Michel Mavrogordato 7-5 1-6 9-7 2-6 7-5  | Turketil George Pearson Greville     |                                       |                                                                            |
| 7 settembre  | Torneo di Le Touquet 1907 Le Touquet, Francia Singolare - Doppio                        |                                                   |                                      |                                       |                                                                            |
| 7 settembre  | Sussex Championships 1907 Brighton, Gran Bretagna Singolare - Doppio                    | George Hillyard 6-3 1-6 6-4                       | A.L. Bentley                         |                                       |                                                                            |
| 7 settembre  | Sussex Championships 1907 Brighton, Gran Bretagna Singolare - Doppio                    |                                                   |                                      |                                       |                                                                            |
| 7 settembre  | Tri-State Championships 1907 Cincinnati, USA Singolare - Doppio                         | Robert LeRoy 8-6 6-8 6-2 6-0                      | Robert Chauncey Seaver               |                                       |                                                                            |
| 7 settembre  | Tri-State Championships 1907 Cincinnati, USA Singolare - Doppio                         | Nat Emerson Raymond D. Little 5-7 7-5 3-6 6-2 6-2 | Robert LeRoy Irving Christian Wright |                                       |                                                                            |
| 9 settembre  | Pacific Coast Championships 1907 Del Monte, USA Singolare - Doppio                      | Maurice McLoughlin 13-11, 6-4, 5-7, 4-6, 6-4      | Melville Hammond Long                |                                       |                                                                            |
| 9 settembre  | Pacific Coast Championships 1907 Del Monte, USA Singolare - Doppio                      | Maurice McLoughlin George Janes 7-5 6-2 6-1       | Fred Adams Charles Foley             |                                       |                                                                            |
| 9 settembre  | Torneo di Baden-Baden 1907 Baden-Baden, Germania Singolare - Doppio                     | Anthony Wilding 6-3 6-2 6-3                       | Otto Froitzheim                      |                                       |                                                                            |
| 9 settembre  | Torneo di Baden-Baden 1907 Baden-Baden, Germania Singolare - Doppio                     |                                                   |                                      |                                       |                                                                            |
| 14 settembre | Kent Coast Championships 1907 Hythe, Gran Bretagna Singolare - Doppio                   | Herbert Roper Barrett 6-4 6-4 4-6 9-7             | Arthur Gore                          |                                       |                                                                            |
| 14 settembre | Kent Coast Championships 1907 Hythe, Gran Bretagna Singolare - Doppio                   |                                                   |                                      |                                       |                                                                            |
| 14 settembre | South of England Championships 1907 Eastbourne, Gran Bretagna Singolare - Doppio        | George Hillyard 6-4 5-7 6-4                       | Walter Cecil Crawley                 |                                       |                                                                            |
| 14 settembre | South of England Championships 1907 Eastbourne, Gran Bretagna Singolare - Doppio        |                                                   |                                      |                                       |                                                                            |
| 16 settembre | Lucern Championships 1907 Lucerna, Svizzera Terra rossa Singolare - Doppio              | Anthony Wilding 3–2 ritiro                        | Edward R. Allen                      |                                       |                                                                            |
| 16 settembre | Lucern Championships 1907 Lucerna, Svizzera Terra rossa Singolare - Doppio              |                                                   |                                      |                                       |                                                                            |
| 30 settembre | Western Australian Championships 1907 Perth, Australia Singolare - Doppio               | Ernie Parker                                      | non conosciuta (bandiera)            |                                       |                                                                            |
| 30 settembre | Western Australian Championships 1907 Perth, Australia Singolare - Doppio               |                                                   |                                      |                                       |                                                                            |

### Ottobre
| Settimana  | Torneo                                                                             | Vincitore                                         | Finalista                        | Semifinalisti | Eliminati ai quarti |
| ---------- | ---------------------------------------------------------------------------------- | ------------------------------------------------- | -------------------------------- | ------------- | ------------------- |
| 2 ottobre  | National Collegiate Championships 1907 Haverford, USA Erba Singolare - Doppio      | James Gardner 6-4 4-6 6-1 6-2                     | Nathaniel William Niles          |               |                     |
| 2 ottobre  | National Collegiate Championships 1907 Haverford, USA Erba Singolare - Doppio      | James Gardner Alfred Stackpole Dabney 6-2 6-3 7-5 | A. Gerlach Spencer Gordon        |               |                     |
| 4 ottobre  | Welsh Covered Court Championships 1907 Craigside, Gran Bretagna Singolare - Doppio | George Aristides Caridia 6-3 7-5 6-0              | A.L. Bentley                     |               |                     |
| 4 ottobre  | Welsh Covered Court Championships 1907 Craigside, Gran Bretagna Singolare - Doppio |                                                   |                                  |               |                     |
| 21 ottobre | Queen's Covered Court Championships 1907 Londra, Gran Bretagna Singolare - Doppio  | Max Décugis 6-2 6-4 6-2                           | Josiah Ritchie                   |               |                     |
| 21 ottobre | Queen's Covered Court Championships 1907 Londra, Gran Bretagna Singolare - Doppio  |                                                   |                                  |               |                     |
| 26 ottobre | Bay Counties Championships 1907 San Francisco, USA Singolare - Doppio              | Maurice McLoughlin 6-1 7-5 6-2                    | George Janes                     |               |                     |
| 26 ottobre | Bay Counties Championships 1907 San Francisco, USA Singolare - Doppio              | Melville Hammond Long Carl Gardner 3 set a 2      | Clarence Griffin Reuben Gay Hunt |               |                     |

### Novembre
| Settimana   | Torneo                                                                    | Vincitore                          | Finalista                 | Semifinalisti | Eliminati ai quarti |
| ----------- | ------------------------------------------------------------------------- | ---------------------------------- | ------------------------- | ------------- | ------------------- |
| 30 novembre | Metropolitan Championships 1907 Strathfield, Australia Singolare - Doppio | Horace Rice                        | non conosciuta (bandiera) |               |                     |
| 30 novembre | Metropolitan Championships 1907 Strathfield, Australia Singolare - Doppio |                                    |                           |               |                     |
| 30 novembre | Victorian Championships 1907 Melbourne, Australia Singolare - Doppio      | Harry Alabaster Parker 8-6 7-5 7-5 | Alfred Dunlop             |               |                     |
| 30 novembre | Victorian Championships 1907 Melbourne, Australia Singolare - Doppio      |                                    |                           |               |                     |

### Dicembre
| Settimana | Torneo                                                                        | Vincitore                                 | Finalista                       | Semifinalisti | Eliminati ai quarti |
| --------- | ----------------------------------------------------------------------------- | ----------------------------------------- | ------------------------------- | ------------- | ------------------- |
| dicembre  | New Zealand Championships 1907 New Plymouth, Nuova Zelanda Singolare - Doppio | Harry Alabaster Parker 4-6, 6-0, 6-4, 6-3 | Thomas Jermingham Richard Quill |               |                     |
| dicembre  | New Zealand Championships 1907 New Plymouth, Nuova Zelanda Singolare - Doppio | Clifford J. Dickie A. Wallace             |                                 |               |                     |

## Senza data
| Settimana | Torneo                                                                        | Vincitore                      | Finalista                 | Semifinalisti | Eliminati ai quarti |
| --------- | ----------------------------------------------------------------------------- | ------------------------------ | ------------------------- | ------------- | ------------------- |
|           | Torneo di Bruxelles 1907 Bruxelles, Belgio Singolare - Doppio                 | Willie Lemaire de Warzeé       | non conosciuta (bandiera) |               |                     |
|           | Torneo di Bruxelles 1907 Bruxelles, Belgio Singolare - Doppio                 |                                |                           |               |                     |
|           | Nice Lawn Tennis Club Championships 1907 Nizza, Francia Singolare - Doppio    | Josiah Ritchie                 | non conosciuta (bandiera) |               |                     |
|           | Nice Lawn Tennis Club Championships 1907 Nizza, Francia Singolare - Doppio    |                                |                           |               |                     |
|           | South African Championships 1907 Città del Capo, Sudafrica Singolare - Doppio | A.J. Rowan 7-5 5-7 1-6 6-4 6-3 | C.E. Howard Tripp         |               |                     |
|           | South African Championships 1907 Città del Capo, Sudafrica Singolare - Doppio |                                |                           |               |                     |